# 北花田駅
北花田駅（きたはなだえき）は、大阪府堺市北区北花田町二丁にある、大阪市高速電気軌道 (Osaka Metro) 御堂筋線の駅。駅番号はM28。

## 歴史
- 1987年（昭和62年）4月18日：御堂筋線我孫子 - 中百舌鳥間延伸時に開業[1]。
- 2018年（平成30年）4月1日：大阪市交通局の民営化により、大阪市高速電気軌道 (Osaka Metro) の駅となる。
- 2021年（令和3年）8月21日：可動式ホーム柵の使用を開始[2]。

## 駅構造

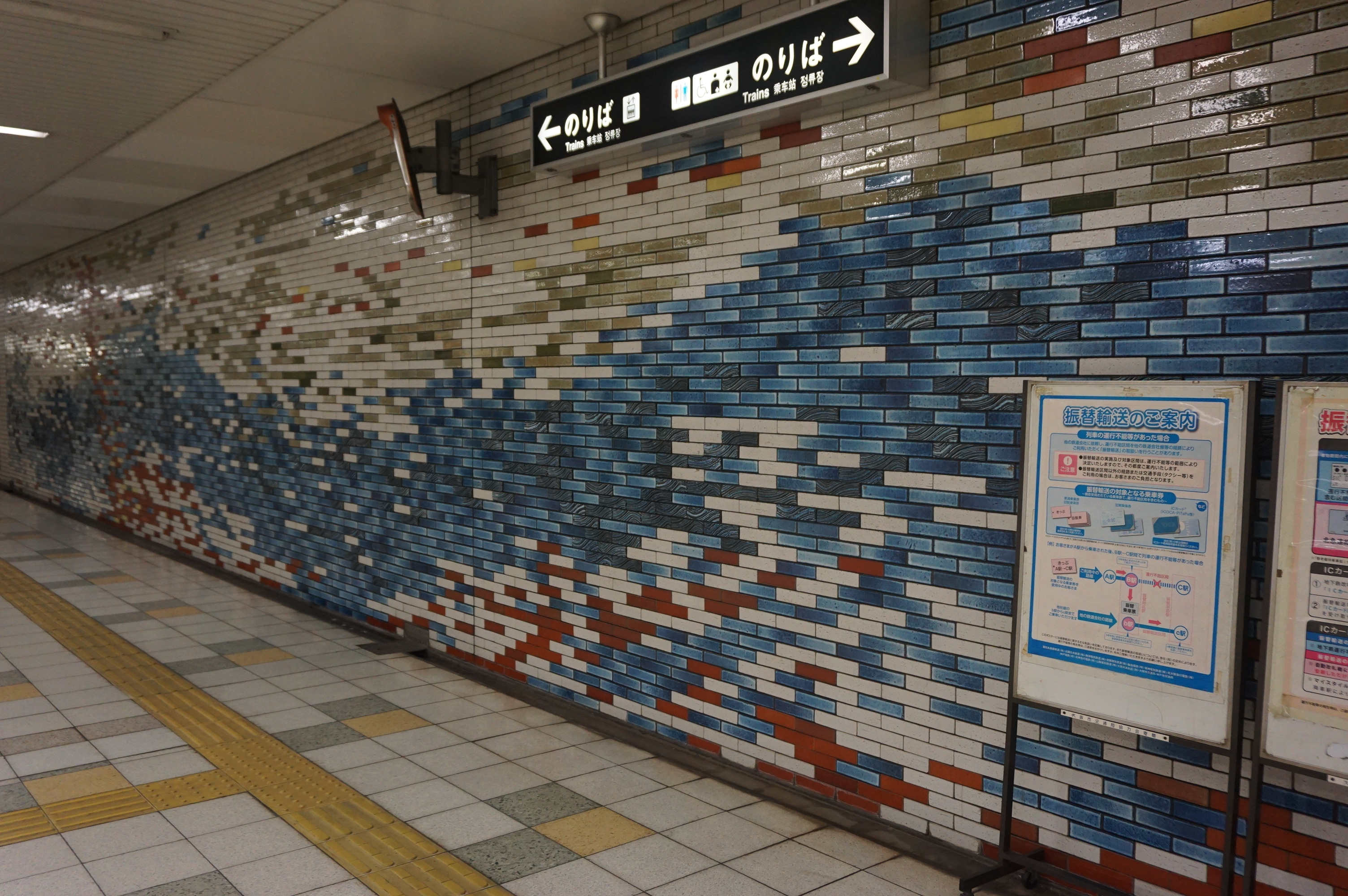
コンコースにある大和川を模したタイル壁画（2017年7月）

島式ホーム1面2線を有する地下駅である。改札口は1ヵ所のみ。昇降設備はホームから改札へは上りエスカレーターとエレベーターがあり、改札から地上へは改札近くにエレベーターがあり、エスカレーターはない。トイレは改札内にあり、オストメイトに対応した多機能トイレがある。
当駅は天王寺管区駅に所属しており、新金岡駅の被管理駅である。改札口の前には大和川を模したタイル壁画がある。

### のりば
| 番線 | 路線     | 行先                               |
| ---- | -------- | ---------------------------------- |
| 1    | 御堂筋線 | なかもず方面                       |
| 2    | 御堂筋線 | 天王寺・なんば・梅田・箕面萱野方面 |

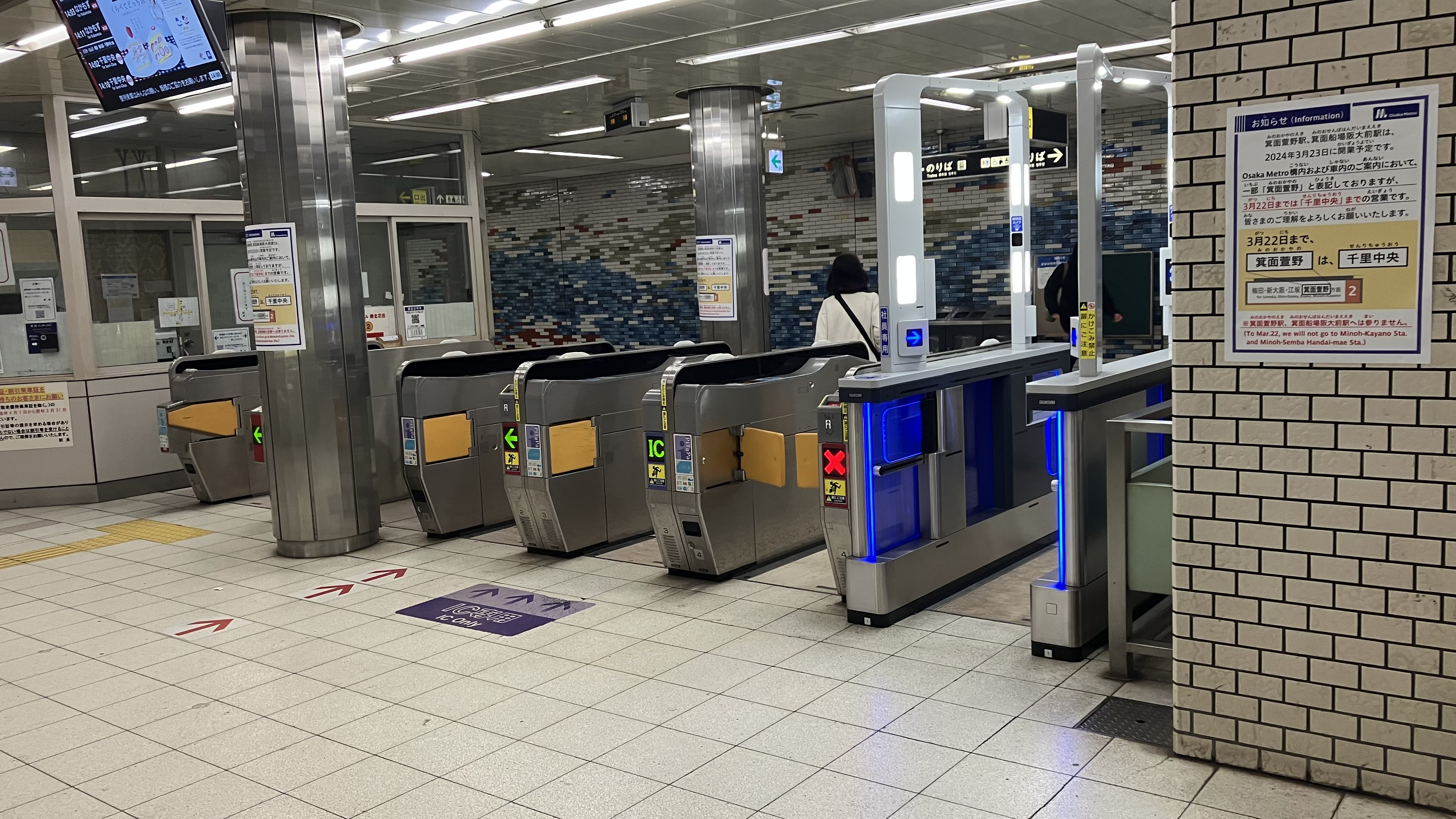
改札口（2024年2月）
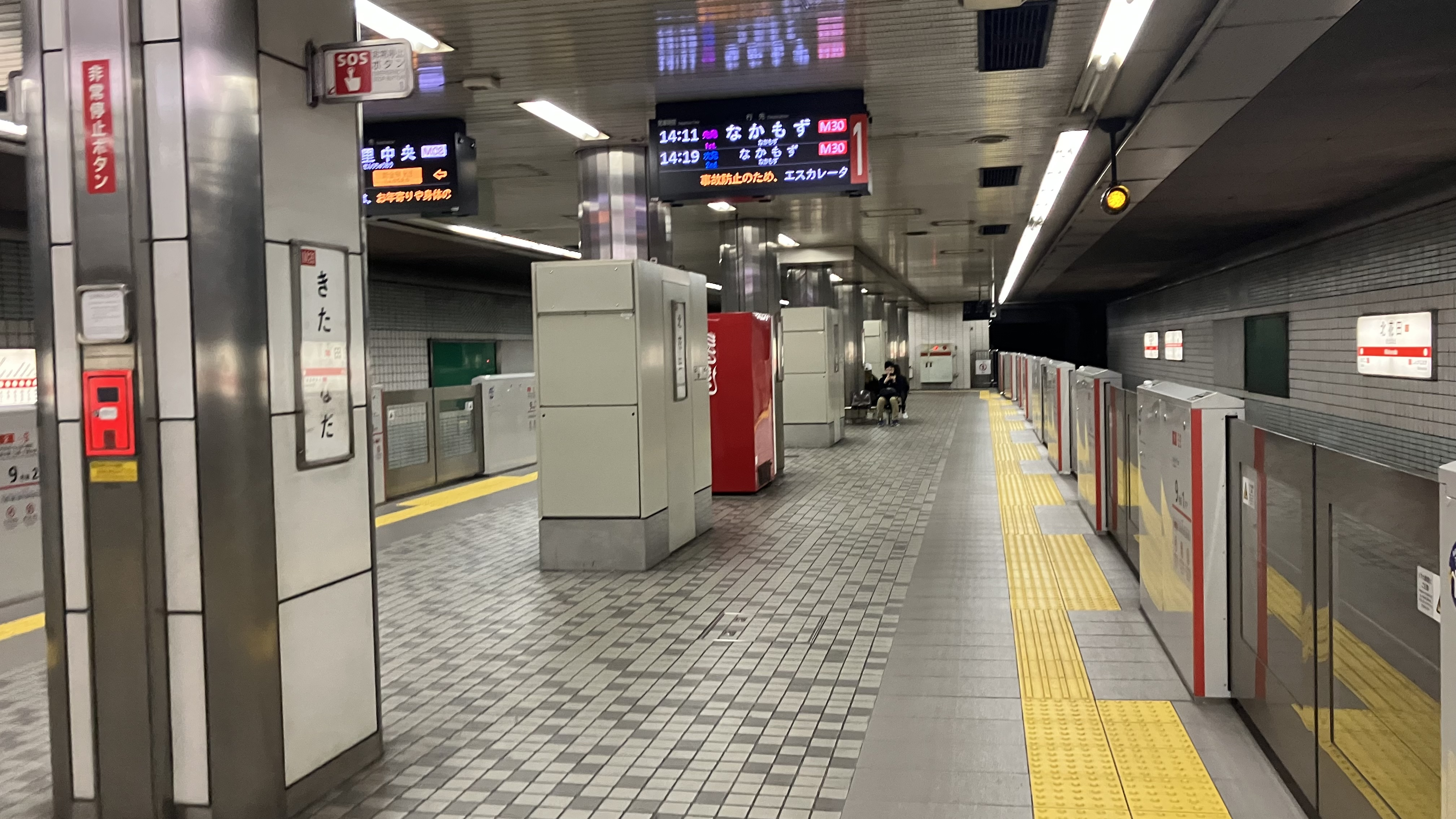
ホーム（2024年2月）

### 出口
| 出口番号 | 出口周辺 | 備考             |
| -------- | -------- | ---------------- |
| 1        |          |                  |
| 2        |          |                  |
| 3        |          |                  |
| 4        |          |                  |
| EV       |          | エレベーターのみ |

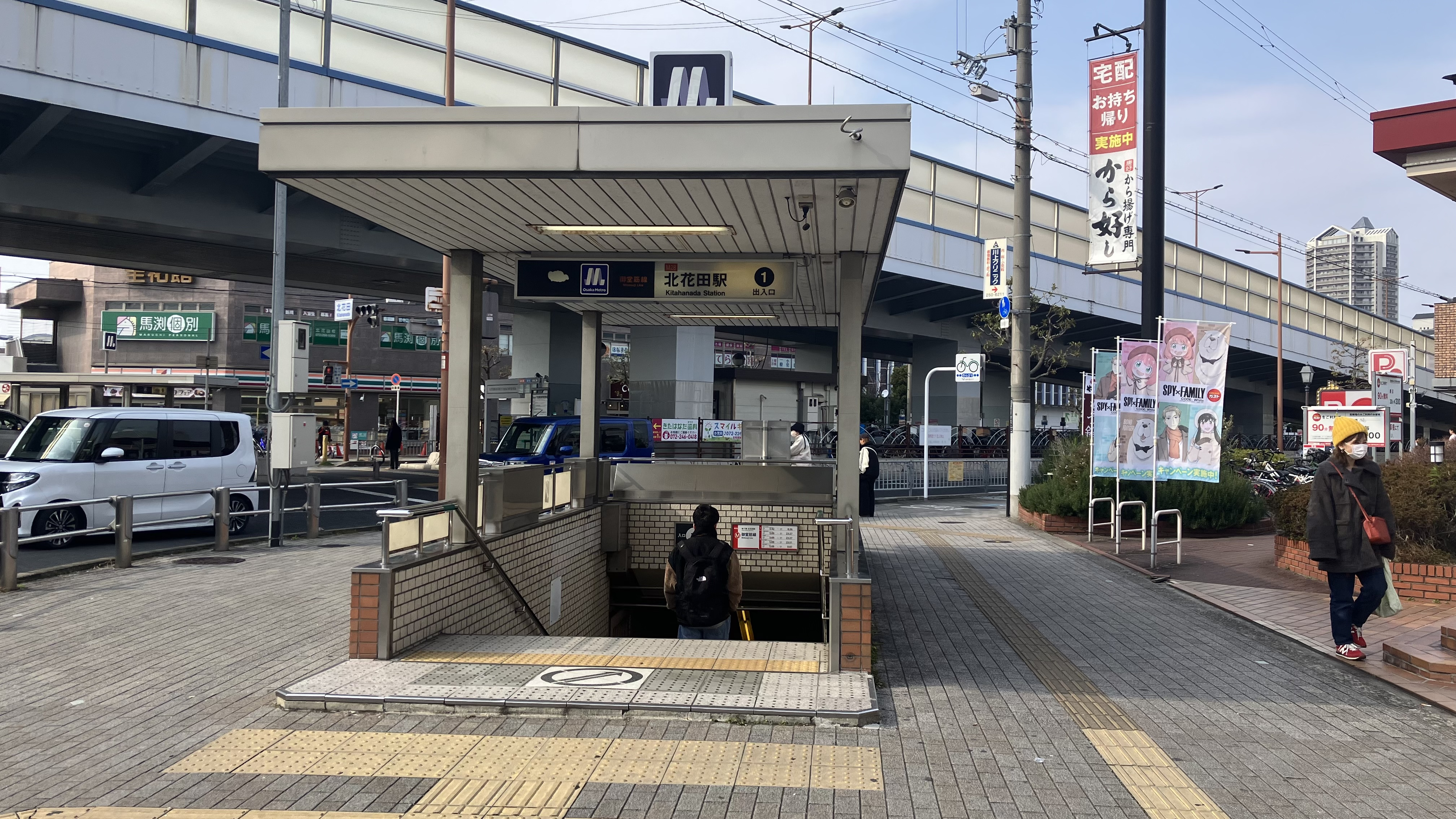
1号出入口
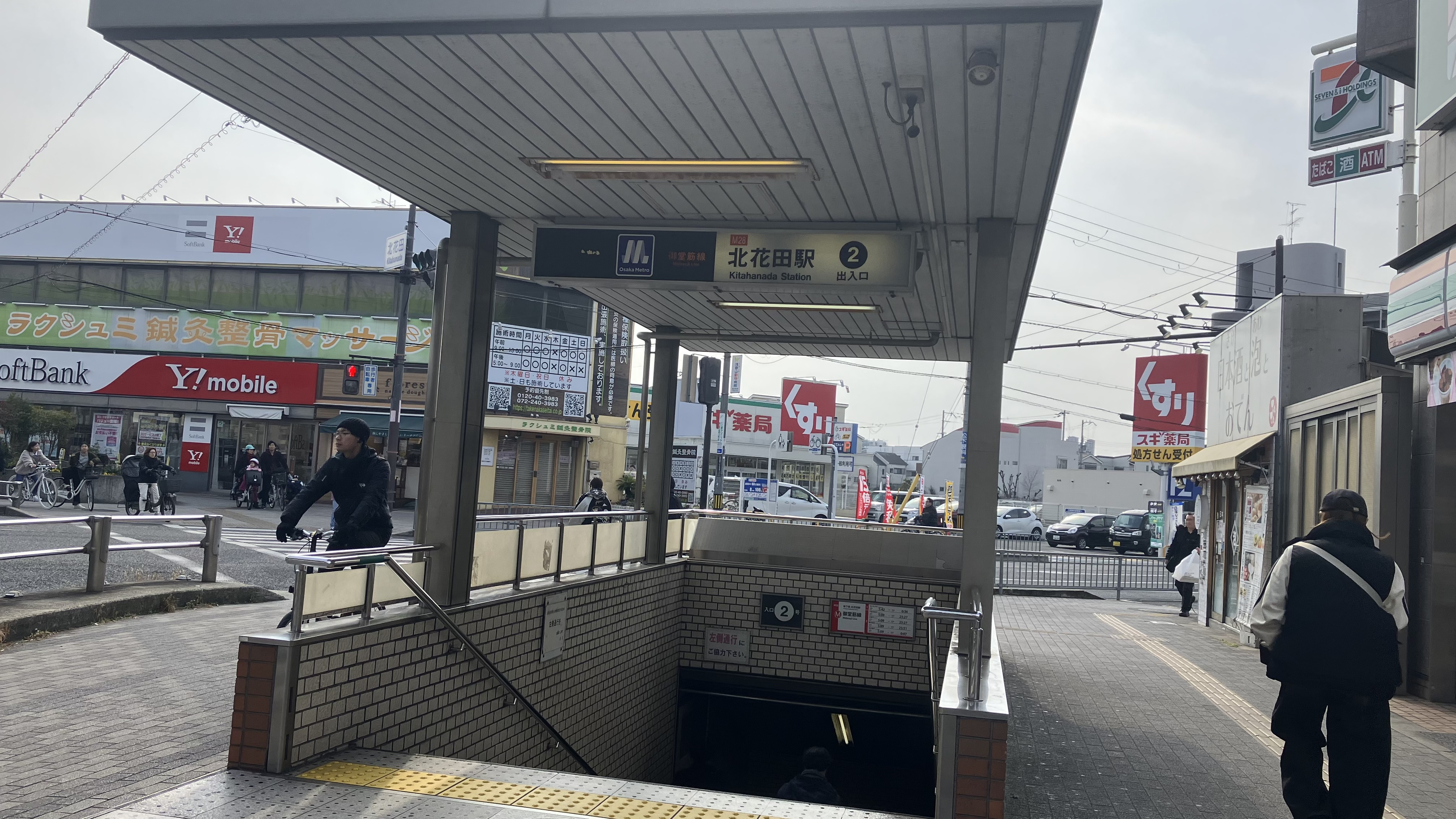
2号出入口
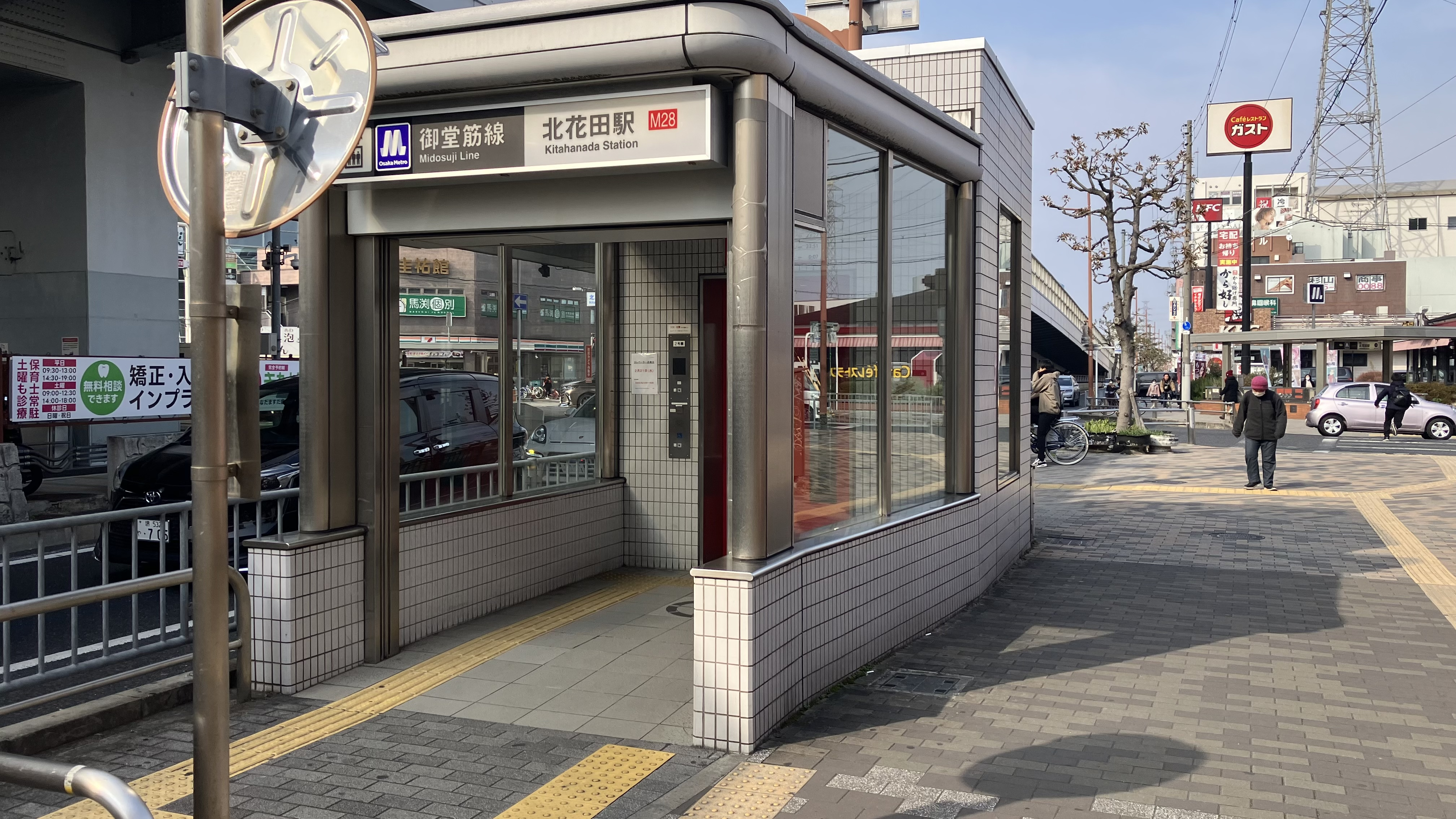
EV出入口

## 利用状況
2024年11月12日の1日乗降人員は24,023人（乗車人員：12,058人、降車人員：11,965人）であり、御堂筋線の駅では全20駅中18位（新金岡駅、西田辺駅に次いで少ない）。イオンモール堺北花田店開業などにより乗降人員が増加していたが、近年は停滞傾向にある。また、松原市の天美我堂地区も当駅の駅勢圏であり、松原市民の一部も当駅を利用する。
各年度の特定日利用状況は下表の通り。なお1995年度の記録については1996年に行われた調査であるが、会計年度上表中に記載の年度となる。
| 年度               | 調査日   | 乗車人員 | 降車人員 | 乗降人員 | 出典          | 出典          |
| 年度               | 調査日   | 乗車人員 | 降車人員 | 乗降人員 | メトロ        | 大阪府        |
| ------------------ | -------- | -------- | -------- | -------- | ------------- | ------------- |
| 1987年（昭和62年） | 11月10日 | 5,667    | 5,444    | 11,111   |               | [ 大阪府 1 ]  |
| 1990年（平成02年） | 11月06日 | 7,154    | 6,737    | 13,891   |               | [ 大阪府 2 ]  |
| 1995年（平成07年） | 02月15日 | 7,177    | 7,090    | 14,267   |               | [ 大阪府 3 ]  |
| 1998年（平成10年） | 11月10日 | 8,083    | 7,292    | 15,375   |               | [ 大阪府 4 ]  |
| 2007年（平成19年） | 11月13日 | 11,756   | 11,558   | 23,314   |               | [ 大阪府 5 ]  |
| 2008年（平成20年） | 11月11日 | 11,880   | 11,813   | 23,693   |               | [ 大阪府 6 ]  |
| 2009年（平成21年） | 11月10日 | 11,889   | 11,684   | 23,573   |               | [ 大阪府 7 ]  |
| 2010年（平成22年） | 11月09日 | 11,815   | 11,770   | 23,585   |               | [ 大阪府 8 ]  |
| 2011年（平成23年） | 11月08日 | 11,898   | 11,876   | 23,774   |               | [ 大阪府 9 ]  |
| 2012年（平成24年） | 11月13日 | 12,097   | 11,944   | 24,041   |               | [ 大阪府 10 ] |
| 2013年（平成25年） | 11月19日 | 12,396   | 12,358   | 24,754   | [ メトロ 1 ]  | [ 大阪府 11 ] |
| 2014年（平成26年） | 11月11日 | 12,603   | 12,590   | 25,193   | [ メトロ 2 ]  | [ 大阪府 12 ] |
| 2015年（平成27年） | 11月17日 | 12,405   | 12,385   | 24,790   | [ メトロ 3 ]  | [ 大阪府 13 ] |
| 2016年（平成28年） | 11月08日 | 12,265   | 12,211   | 24,476   | [ メトロ 4 ]  | [ 大阪府 14 ] |
| 2017年（平成29年） | 11月14日 | 12,153   | 11,960   | 24,113   | [ メトロ 5 ]  | [ 大阪府 15 ] |
| 2018年（平成30年） | 11月13日 | 13,075   | 12,991   | 26,066   | [ メトロ 6 ]  | [ 大阪府 16 ] |
| 2019年（令和元年） | 11月12日 | 13,178   | 13,116   | 26,294   | [ メトロ 7 ]  | [ 大阪府 17 ] |
| 2020年（令和02年） | 11月10日 | 11,478   | 11,386   | 22,864   | [ メトロ 8 ]  | [ 大阪府 18 ] |
| 2021年（令和03年） | 11月16日 | 11,505   | 11,511   | 23,016   | [ メトロ 9 ]  | [ 大阪府 19 ] |
| 2022年（令和04年） | 11月15日 | 11,451   | 11,449   | 22,900   | [ メトロ 10 ] | [ 大阪府 20 ] |
| 2023年（令和05年） | 11月07日 | 11,963   | 11,844   | 23,807   | [ メトロ 11 ] | [ 大阪府 21 ] |
| 2024年（令和06年） | 11月12日 | 12,058   | 11,965   | 24,023   | [ メトロ 12 ] |               |

## 駅周辺

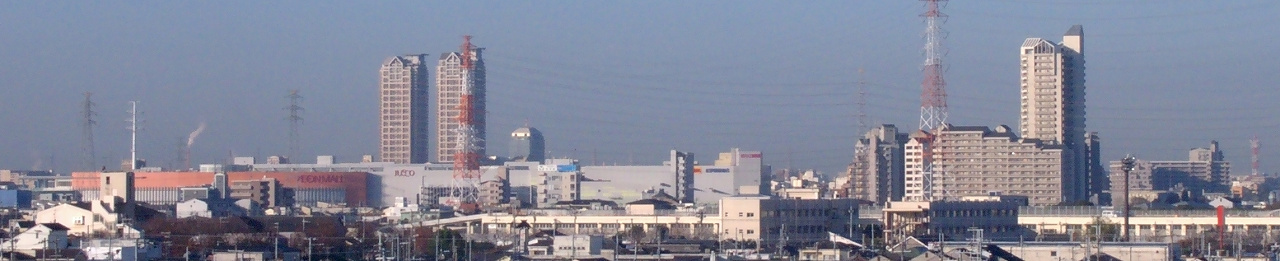
北花田駅周辺遠景（2009年12月）

イオンモールのような大型SCが建設され、また他にも飲食店やコンビニなどの各種店舗が増加傾向にあり、繁華街化が進んでいる。
- イオンモール堺北花田 - イオン堺北花田店が核店舗。オープン以来、イオンとともに核店舗であった堺 北花田阪急は2017年7月31日に閉店。
- TSUTAYA北花田店 - 2018年2月末で閉店。現在はトレファクスタイル堺北花田店が入居。
- スギ薬局北花田店
- ウエルシア堺北花田店
- キリン堂北花田店
- 上新電機アウトレット北花田店
- 堺市立五箇荘東小学校
- 堺市立五箇荘小学校
- 堺市立新浅香山小学校
- 華表神社
- 須牟地曽根神社
- 創価学会堺池田講堂

## バス路線
イオンモール堺北花田店の前に「北花田駅前」停留所があり、下記の各路線が乗り入れる。
南海バス
- 1番乗り場
  - 9系統：河内天美駅前行き
  - 29系統：河内松原駅前行き
  - 30右系統：北花田駅前行き（経由：浅香、阪和堺市駅前、蔵前西）
  - 30左系統：北花田駅前行き（経由：蔵前西、阪和堺市駅前、浅香）
  - 30C系統：阪和堺市駅前行き（経由：浅香）

- 2番乗り場
  - 9系統：堺東駅前行き（経由：浅香）

堺市乗合タクシー
- Aルート：初芝駅前行き（経由：新金岡駅前 / デマンド式・1日5往復運行）

## 隣の駅
大阪市高速電気軌道 (Osaka Metro)
 御堂筋線
あびこ駅 (M27) - 北花田駅 (M28) - 新金岡駅 (M29)
- ( ) 内は駅番号を示す。

### 記事本文

### 利用状況
1. ↑  路線別駅別乗降人員 - 大阪市高速電気軌道
2. ↑  大阪府統計年鑑 - 大阪府

#### 大阪市高速電気軌道
1. ↑  路線別乗降人員 （2013年11月19日（火）交通調査） (PDF)
2. ↑  路線別乗降人員 （2014年11月11日（火）交通調査） (PDF)
3. ↑  路線別乗降人員 （2015年11月17日（火）交通調査） (PDF)
4. ↑  路線別乗降人員 （2016年11月8日（火）交通調査） (PDF)
5. ↑  路線別乗降人員 （2017年11月14日（火）交通調査） (PDF)
6. ↑  路線別乗降人員 （2018年11月13日（火）交通調査） (PDF)
7. ↑  路線別乗降人員 （2019年11月12日（火）交通調査） (PDF)
8. ↑  路線別乗降人員 （2020年11月10日（火）交通調査） (PDF)
9. ↑  路線別乗降人員 （2021年11月16日（火）交通調査） (PDF)
10. ↑  路線別乗降人員 （2022年11月15日（火）交通調査） (PDF)
11. ↑  路線別乗降人員 （2023年11月7日（火）交通調査） (PDF)
12. ↑  路線別乗降人員 （2024年11月12日（火）交通調査） (PDF)

#### 大阪府統計年鑑
1. ↑  大阪府統計年鑑（昭和63年） (PDF)
2. ↑  大阪府統計年鑑（平成3年） (PDF)
3. ↑  大阪府統計年鑑（平成8年） (PDF)
4. ↑  大阪府統計年鑑（平成11年） (PDF)
5. ↑  大阪府統計年鑑（平成20年） (PDF)
6. ↑  大阪府統計年鑑（平成21年） (PDF)
7. ↑  大阪府統計年鑑（平成22年） (PDF)
8. ↑  大阪府統計年鑑（平成23年） (PDF)
9. ↑  大阪府統計年鑑（平成24年） (PDF)
10. ↑  大阪府統計年鑑（平成25年） (PDF)
11. ↑  大阪府統計年鑑（平成26年） (PDF)
12. ↑  大阪府統計年鑑（平成27年） (PDF)
13. ↑  大阪府統計年鑑（平成28年） (PDF)
14. ↑  大阪府統計年鑑（平成29年） (PDF)
15. ↑  大阪府統計年鑑（平成30年） (PDF)
16. ↑  大阪府統計年鑑（令和元年） (PDF)
17. ↑  大阪府統計年鑑（令和2年） (PDF)
18. ↑  大阪府統計年鑑（令和3年） (PDF)
19. ↑  大阪府統計年鑑（令和4年） (PDF)
20. ↑  大阪府統計年鑑（令和5年） (PDF)
21. ↑  大阪府統計年鑑（令和6年） (PDF)